# عامل شبه بيطري

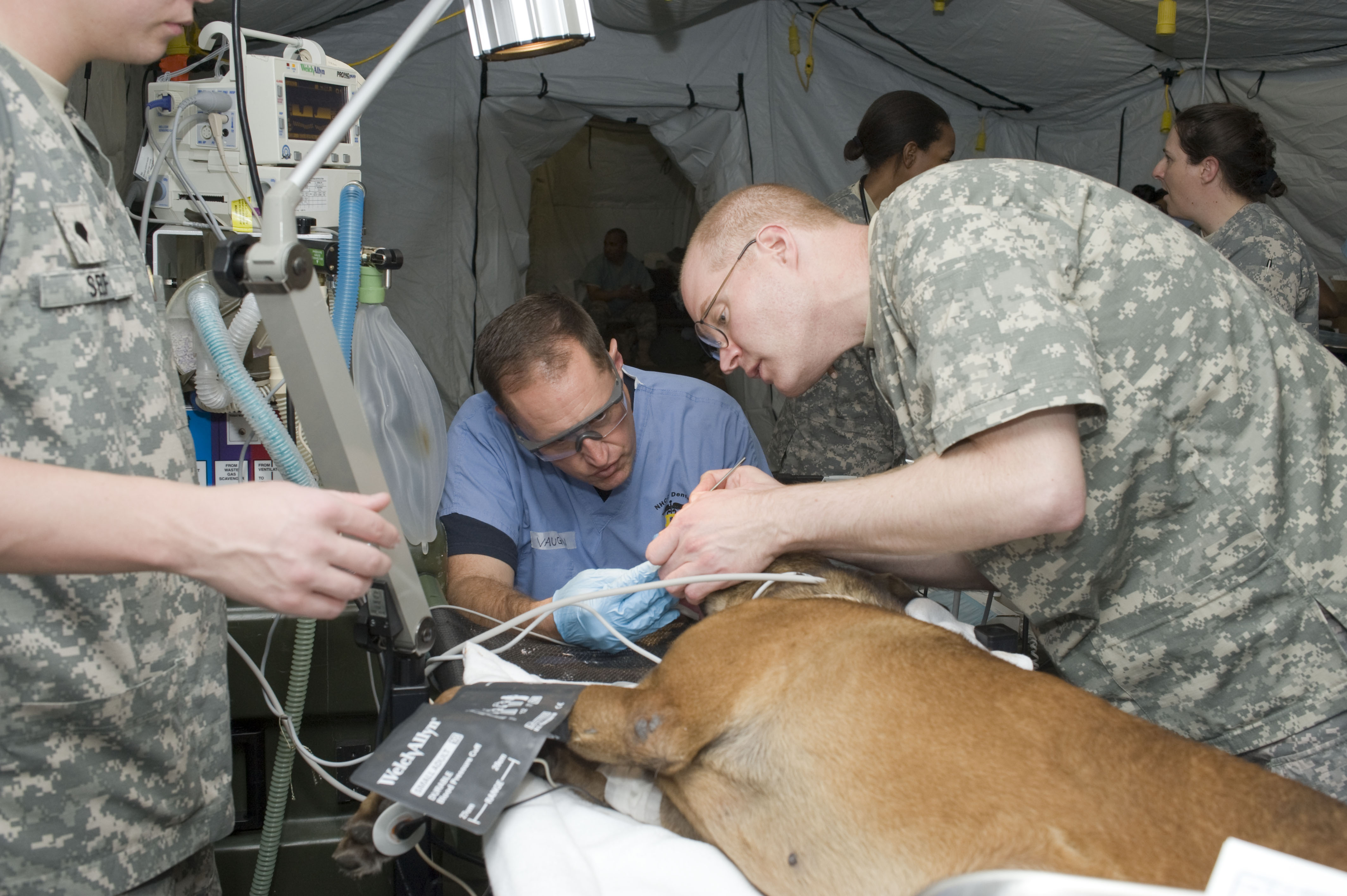
فنيين بيطريين بالجيش الأمريكي يساعدون في عملية على كلب عامل عسكري

عامل شبه بيطري (بالإنجليزية: Paraveterinary worker)‏، هم العمال الذين يساعدون الطبيب البيطري في أداء واجباته أو تنفيذ إجراءات صحة الحيوان بشكل مستقل كجزء من نظام الرعاية البيطرية.
يختلف الدور الوظيفي للعامل شبه بيطري بين دول العالم، وتشمل التسميات الشائعة: ممرض بيطري، فني بيطري، مساعد بيطري، تقني بيطري ويتغير مع بادئة صحة الحيوان.
يختلف نطاق ممارسة العمال شبه بيطريين بين البلدان، حيث تسمح بعض البلدان للعاملين المؤهلين بشكل مناسب بحيز من الممارسة الذاتية، بما في ذلك الجراحة البسيطة، في حين أن بلدان أخرى تقيد عمالها الشبه بيطريين بمساعدة بسيطة للطبيب البيطري.
العامل البيطري هو أخصائي العلوم البيطرية الذي يؤدي الإجراءات بشكل مستقل أو شبه مستقل، كجزء من نظام المساعدة البيطرية. يختلف الدور الوظيفي في جميع أنحاء العالم، وتشمل الألقاب الشائعة ممرضة بيطرية وفني بيطري ومساعد بيطري ومتغيرات ببادئة «صحة الحيوان».
يختلف نطاق الممارسة بين البلدان، حيث تسمح بعض البلدان للعاملين في مجال الطب البيطري المؤهلين بشكل مناسب بنطاق الممارسة المستقلة، بما في ذلك الجراحة الصغرى، بينما يقصر البعض الآخر عمالهم على مساعدة الطبيب البيطري.

## التسمية

### فني / ممرض بيطري

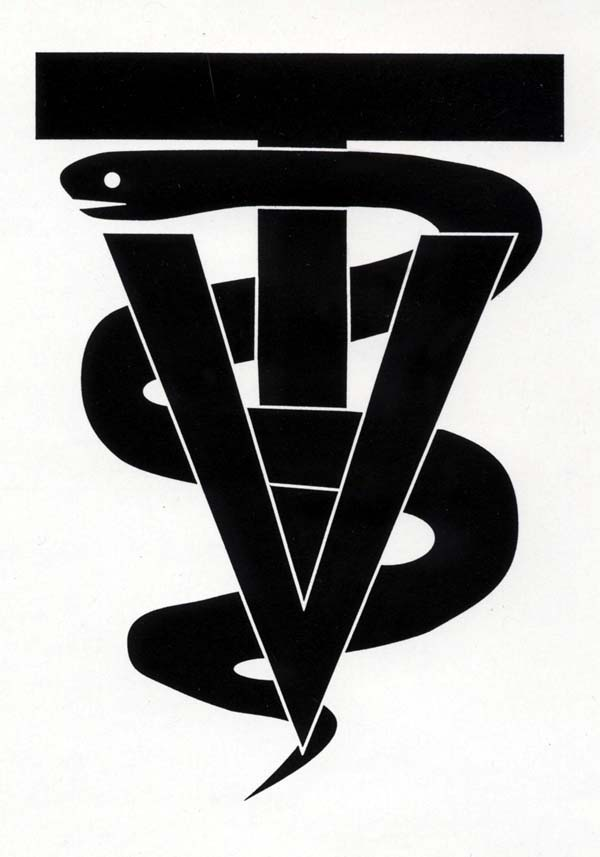
شعار فني بيطري أمريكي

في أمريكا الشمالية، يُطلق على العاملين في مجال الطب البيطري الذين أكملوا دورة دراسية واجتازوا امتحانًا ولديهم نطاق محدد من الممارسة اسم فنيي الطب البيطري. الفنيون البيطريون حاصلون على درجة تقني في التكنولوجيا البيطرية. لدى معظم المقاطعات الكندية عملية تسجيل رسمية، ويجب على الأطباء البيطريين، من الناحية القانونية، توظيف فنيين بيطريين مسجلين. يجب أن يحضر الفنيون البيطريون المعتمدون في أمريكا برنامج فني بيطري معتمد من قبل الجمعية الطبية البيطرية الأمريكية (AVMA)، ومعظمها عبارة عن برامج مدتها سنتان تمنح درجة الزمالة في العلوم (أو الزمالة في العلوم التطبيقية) في التكنولوجيا البيطرية. يجب على الخريجين اجتياز الاختبار الوطني للفني البيطري (VTNE) ليصبحوا معتمدين في ولايتهم. يجب تجديد بيانات الاعتماد هذه (سواء كانت مرخصة [LVT] أو مسجلة [RVT] أو معتمدة [CVT]) كل عامين بمتطلبات تختلف من دولة إلى أخرى.
غالبًا ما تطالب جمعيات التمريض البشري بحقوقها على مصطلح «ممرضة». في بعض البلدان، هذا محمي بموجب القانون، وفي الولايات المتحدة، تتمتع 39 ولاية بحماية حق الملكية على «ممرضة»، مع قوانين ممارسة التمريض التي تنص على أنه يجوز للممرضات المسجلات فقط استخدام لقب «ممرضة».
كانت حماية لقب "الممرضة" سارية في المملكة المتحدة حتى عام 1984، حيث تمت الإشارة إلى الممرضات البيطريات باسم "مساعدي تمريض الحيوانات المسجلين"، بما يتماشى مع اصطلاح التسمية في ذلك الوقت للمساعدين الأقل تأهيلاً في التمريض البشري، المسماة "مساعدي التمريض" ".
لا يوجد حاليًا سوى سبع دول في العالم (من أصل 195 تقريبًا) لديها مهنة مساعدة معترف بها في مجال الطب البيطري وتستخدم مصطلح «ممرضة بيطرية» لوصف هؤلاء العمال:
- المملكة المتحدة - ممرضات بيطريات مسجلات
- أيرلندا - ممرضات بيطريات مسجلات (مهنة في مهدها)
- أستراليا:
  - ممرضات بيطريات في ولاية واحدة فقط (كوينزلاند). ومع ذلك، يمكن الحصول على لقب (VN) بقليل من التعليم وشهادة فقط. تم فتح الاعتماد التطوعي في بعض الولايات الأخرى في عام 2018، ولكن هذه أيضًا مهنة في مهدها.
  - في المقابل، يحمل الفنيون البيطريون شهادة مدتها 3 سنوات من خلال برنامج جامعي. لا يتأثر المنهج بالصناعة أو الحكومة على هذا النحو ولا يوجد ضمان جودة للمهارات العملية؛ ومع ذلك، فإن هذه الدرجة لديها المزيد من المعرفة المتعمقة المطلوبة والتعرض لمهارات أعلى بكثير.
- نيوزيلندا - الممرضون البيطريون المسجلون والفنيون البيطريون
  - الفنيون البيطريون حاصلون على درجة أعلى (3 سنوات دراسية مقابل 2)
- جنوب إفريقيا - ممرض بيطري وفني صحة الحيوان
  - يحتوي كل عنوان ممنوح على منهج منفصل تمامًا، مع كون (AHT) أشبه بممرض ممارس (في الولايات المتحدة)؛ ويعرف أيضًا باسم أخصائي طبي متوسط المستوى.
  - الممرضات البيطرية في جنوب أستراليا أشبه بالمساعدين البيطريين في الولايات المتحدة
- الدنمارك - العنوان يترجم إلى ممرضة بيطرية
- النرويج - العنوان يترجم إلى ممرضة بيطرية

هناك جهد لتغيير لقب الفنيين البيطريين المعتمدين في الولايات المتحدة  ولكن الجهود التشريعية باءت بالفشل في جميع الولايات الأربع حيث تم إدخال تغيير الاسم حتى الآن. لقد أنفق (VNI) أكثر من 200000 دولار دون أي محاسبة واضحة للمكان الذي تم إنفاق الأموال فيه ولم ينجح. تعارض العديد من جمعيات الفنيين البيطريين في الولايات والجمعيات الطبية البيطرية الجهود المبذولة لتغيير عنوان المهنة في الولايات المتحدة، ورفضت (AVMA) دعم تغيير الاسم (لكنها تدعم الأهداف المعلنة الأخرى لـ VNI).

### مساعد بيطري
في معظم البلدان، المساعد البيطري هو شخص لديه مؤهلات صحة حيوانية أقل أو معدومة، وليس لديه ممارسة مستقلة، ولكن تم تعيينه لمساعدة طبيب بيطري والتصرف بموجب تعليماته المباشرة.
غالبًا ما تكون برامج التدريب في مكان العمل، ولا يلزم الحصول على ترخيص أو شهادة رسمية لأداء الدور.
في الولايات المتحدة، يتمتع المساعدون البيطريون بخيار الحصول على شهادة إتمام من خلال أخذ دروس صحة الحيوان الأساسية حول الأمراض المعدية، وضبط الحيوانات، وحفظ السجلات، وسلامة مكان العمل، والإدارة، وما إلى ذلك. إن معرفة الأساسيات يسمح بتنمية الثقة بين الطبيب البيطري والمساعد، بالإضافة إلى تدريب وظيفي أكثر سلاسة للمساعدين البيطريين. لا يزال نطاق ممارستهم محدودًا ويساوي العديد من الموظفين المدربين أثناء العمل. تقيد القوانين المحلية الأنشطة التي قد يؤديها المساعد البيطري، حيث لا يمكن إكمال بعض الإجراءات بشكل قانوني إلا من قبل فني بيطري مرخص، بما في ذلك تحريض التخدير الوريدي، وجراحة الفم، والتجبير والصب، وفي بعض الولايات، إعطاء لقاح داء الكلب.

## تاريخ
تلقى الأطباء البيطريون المساعدة من الموظفين طوال فترة وجودهم في المهنة، ولكن أول عمال النظافة البيطريين المنظمين كانوا ممرضات الكلاب التي تم تدريبها من قبل معهد ممرضات الكلاب في عام 1908،  وتم الإعلان عنها في مجلة «الطالب البيطري». ووفقًا لمؤسس الشركة، فإنهم «ينفذون توجيهات الجراح البيطري، ويلبون حاجة حقيقية من جانب أصحاب الكلاب، وفي نفس الوقت يوفرون مهنة ذات أجر معقول للشابات اللواتي يعشقن الحيوانات حقًا».
في عام 1913، تم تأسيس مصحة رويسلب للكلاب، وظفت ممرضات لرعاية الكلاب المريضة، وفي عشرينيات القرن الماضي، وظفت جراحة بيطرية واحدة على الأقل في مايفير ممرضات بشريات مؤهلات لرعاية الحيوانات. في منتصف الثلاثينيات من القرن الماضي، اقترب الممرضون البيطريون الأوائل من الكلية الملكية للجراحين البيطريين للحصول على اعتراف رسمي، وفي عام 1938 تم تعيين رئيسة ممرضة للكلية البيطرية الملكية، ولكن لم يتم الاعتراف رسميًا بذلك حتى عام 1957، في البداية كممرضات بيطرية، ولكن تم تغييرها في غضون عام إلى مساعدي تمريض الحيوان الملكي (RANAs) بعد اعتراض من مهنة التمريض البشرية.
في عام 1951، تم إنشاء أول دور رسمي للطب البيطري من قبل سلاح الجو الأمريكي الذي قدم فنيين بيطريين، وتبع ذلك في عام 1961 برنامج مدني في كلية الزراعة والتقنية بجامعة ولاية نيويورك (SUNY). في عام 1965، تلقى والتر كولينز، DVM تمويلًا فيدراليًا لتطوير مناهج نموذجية لتدريب الفنيين. أنتج العديد من المرشدين على مدى السنوات السبع التالية، ولهذا العمل يعتبر «أبو التكنولوجيا البيطرية» في الولايات المتحدة.
في عام 1984، تمت استعادة مصطلح ممرضة بيطرية رسميًا إلى عمال النظافة البيطرية في المملكة المتحدة.

## الدور والمسؤوليات
2. على الفنيين البيطريين منع وتخفيف معاناة الحيوانات بكفاءة ورحمة.
3. يجب أن يظل الفنيون البيطريون مؤهلين من خلال الالتزام بالتعلم مدى الحياة.
4. يجب على الفنيين البيطريين تعزيز الصحة العامة من خلال المساعدة في مكافحة الأمراض الحيوانية المنشأ وتثقيف الجمهور حول هذه الأمراض.
5. يجب أن يتعاون الفنيون البيطريون مع الأعضاء الآخرين في مهنة الطب البيطري في الجهود المبذولة لضمان جودة خدمات الرعاية الصحية لجميع الحيوانات.
6. يلتزم الفنيون البيطريون بحماية المعلومات السرية التي يقدمها العملاء ، ما لم يقتضي القانون ذلك أو لحماية الصحة العامة.
7. يتولى الفنيون البيطريون المسؤولية عن الإجراءات والأحكام المهنية الفردية.
8. يلتزم الفنيون البيطريون بحماية الجمهور والمهنة من الأفراد الذين يعانون من نقص في الكفاءة المهنية أو الأخلاق.
9. يجب أن يساعد الفنيون البيطريون في الجهود المبذولة لضمان ظروف العمل المتوافقة مع الرعاية الممتازة للحيوانات.
10. يلتزم الفنيون البيطريون بالقوانين / اللوائح التي تنطبق على مسؤوليات الفني كعضو في فريق رعاية صحة الحيوان.
يختلف نطاق الممارسة للعمال البيطريين حسب الولاية القضائية ومستوى التأهيل. في بعض الأماكن، يوجد أكثر من رتبة عامل مساعد بيطري. على سبيل المثال، يوجد في المملكة المتحدة ممرضون بيطريون، مهنيون مؤهلون يحملون لقبًا محميًا، ومساعدين بيطريين، ليس لديهم مستوى واحد من المؤهلات التي يجب عليهم الحصول عليها، ولم يتم حماية لقبهم. علاوة على ذلك، يمكن تقسيم الأدوار الوظيفية إلى أدوار أخرى مثل فني الجراحة البيطرية، وفني الطوارئ البيطرية والرعاية الحرجة، وفني التخدير البيطري، وما إلى ذلك.
في الولايات المتحدة، يمكن أن يصبح الفنيون البيطريون مسجلين على المستوى الوطني وبحسب دولة إقامتهم عن طريق إجراء امتحانات مجلس الإدارة. لا تتطلب جميع الدول اختبار الحالة. تشمل الولايات التي ترخص للفنيين البيطريين ألاسكا وألاباما وديلاوير وجورجيا وميتشيغان ونبراسكا ونيفادا ونيويورك وداكوتا الشمالية وتينيسي وتكساس وفيرجينيا وواشنطن. بمجرد تسجيلهم، يُسمح لهم بأداء مهام معينة بإشراف طبيب بيطري أو بدونه. لمشاهدة قائمة حسب الولاية، انقر هنا لعرض بعض هذه المهام. من أجل الحفاظ على مهاراتهم ومعرفتهم على قدم المساواة، تطلب بعض الدول من الفنيين المسجلين الانخراط في التعليم المستمر قبل تجديد ترخيصهم.
في المستويات العليا، قد يكون الممرضون البيطريون أو الفنيون قادرين على ممارسة المهارات بشكل مستقل، بما في ذلك الفحوصات والجراحة البسيطة على الحيوانات، دون إشراف مباشر من طبيب بيطري.
من المرجح أن يساعد العاملون في مجال الطب البيطري الطبيب البيطري، أو يقومون بأنفسهم نيابة عن الطبيب البيطري، والمهارات الطبية مثل الملاحظات (مثل أخذ وتسجيل النبض ودرجة الحرارة والتنفس وما إلى ذلك)، وإدارة الجروح والصدمات (مثل تنظيف الجروح وتضميدها، والتطبيق الجبائر وما إلى ذلك)، والتدخلات الفيزيائية (مثل القسطرة، وغسل الأذن، وبزل الوريد) وإعداد وتحليل العينات البيولوجية (مثل إجراء كشط الجلد، وعلم الأحياء الدقيقة، وتحليل البول، والفحص المجهري).
تعتمد على نطاقها من الممارسة والتدريب، ويمكن أيضا أن تكون مدعوة إلى تشغيل معدات الفحص التشخيصية، بما في ذلك تخطيط كهربائية القلب، التصوير الشعاعي والموجات الصوتية والصكوك، بما في ذلك الآلات المعقدة مثل التصوير المقطعي، التصوير بالرنين المغناطيسي وكاميرات جاما. في المستشفيات البيطرية، يمكن للفنيين البيطريين إجراء تعداد الدم الكامل، والتعداد التفاضلي، والفحوصات المورفولوجية للدم.
عادةً ما يساعد الفنيون البيطريون الأطباء البيطريين في الجراحة من خلال توفير المعدات والأدوات الصحيحة والتأكد من أن معدات المراقبة والدعم في حالة عمل جيدة. قد يحتفظون أيضًا بسجلات العلاج وجرد جميع الأدوية والمعدات والإمدادات، ويساعدون في المهام الإدارية الأخرى داخل الممارسة البيطرية، مثل تثقيف العميل.
يلعب تثقيف العميل دورًا رئيسيًا في مسؤوليات الفني البيطري، مثل التواصل الفعال للتعليمات الطبية المعقدة بطريقة إيجابية ومفهومة، وتسهيل رعاية المريض كوسيط بين الطبيب والمستشفى والمريض. بهذه الطريقة، يتم إنشاء خطوط اتصال مفتوحة يمكن أن تفيد المريض والمستشفى.

## تعليم وتاهيل
يعتمد مستوى تعليم العامل البيطري على الدور الذي يؤديه، والإطار القانوني الطبي البيطري للمنطقة التي يعملون فيها. توظف العديد من المناطق مساعدين بيطريين، لديهم دور بسيط لمساعدة الطبيب البيطري مباشرة تحت التوجيه، وقد لا يكون لديهم مؤهلات أو تدريب رسمي، أو تم تدريبهم على الوظيفة.
من المرجح أن يتمتع العاملون في مجال الطب البيطري من المستوى الأعلى، مثل الممرضات البيطريين أو الفنيين البيطريين، الذين لديهم نطاق من الممارسة المستقلة التي يُتوقع منهم القيام بها دون تعليمات، بمؤهلات رسمية وسيتطلبون أيضًا في العديد من الولايات القضائية تسجيلًا رسميًا مع هيئة مراقبة .
في البلدان التي يكون فيها دور العمال البيطريين أكثر تقدمًا، من المرجح أن يكون المؤهل المطلوب قائمًا على التعليم العالي، مثل الولايات المتحدة أو كندا حيث يجب أن يحصل الفنيون البيطريون عادةً على شهادة جامعية في مؤسسة معترف بها من قبل الطب البيطري الأمريكي الجمعية أو الجمعية الطبية البيطرية الكندية، ويمكن أن تختار الدراسة لفترة طويلة للحصول على درجة البكالوريوس (والتي قد تمنح في أمريكا لقب «تقني» بدلاً من «فني»)،  أو المملكة المتحدة، حيث تدخل الممرضات البيطريات المهنة إما من خلال مبرمج دبلوم لمدة عامين أو من خلال إكمال درجة التأسيس أو درجة الشرف.
في جميع الحالات تقريبًا، بغض النظر عن مستوى التدريب الرسمي، عادة ما تكون هناك حاجة إلى مستوى عالٍ من الخبرة العملية قبل أن يصبح الطالب مؤهلاً بالكامل، والتي يمكن إكمالها كجزء من الدورة التدريبية، أو خلال فترة ما بعد التأهيل. قد يتطلب ذلك الاحتفاظ بسجل لجميع الأعمال المنجزة، والتي قد تحتاج إلى توقيع من قبل محترف مشرف (مثل الطبيب البيطري أو أحد كبار الموظفين البيطريين) للإشارة إلى الكفاءة. في بعض الحالات، كما هو الحال في الولايات المتحدة، قد تكون هناك حاجة لتسجيلات الفيديو لبعض الإجراءات، والتي قد يتم فحصها بعد ذلك من قبل هيئة منح أو التسجيل.
تقيد العديد من البلدان، بما في ذلك المملكة المتحدة وكندا وأجزاء من الولايات المتحدة، بعض عناصر الممارسة، وقد تقيد استخدام الاسم المعترف به، على الأشخاص المسجلين حاليًا لدى هيئة ترخيص مناسبة، مما يعني أنه سيكون غير قانوني بالنسبة لـ أي شخص غير مسجل في السجل ليمثل نفسه كعامل مساعد بيطري، أو لأداء بعض الإجراءات التي يمكن للمهني المرخص لها. تختلف التفاصيل الدقيقة لهذه القيود اختلافًا كبيرًا بين المناطق القانونية، وقد يكون للمناطق المجاورة سياسات مختلفة، كما هو الحال في الولايات المختلفة في الولايات المتحدة.
قد يكون لهيئة الترخيص هذه متطلباتها الخاصة للحفاظ على التسجيل، وقد لا يزال يتعين على أولئك الذين يحملون المؤهل الأكاديمي المطلوب إكمال مجموعة أخرى من الاختبارات أو الاختبارات حتى يصبحوا مسجلين. على سبيل المثال، في الولايات المتحدة، تستخدم معظم المناطق الاختبار الوطني للفني البيطري، وسيتم استخدام هذا من قبل سلطة الترخيص الحكومية (مثل الجمعية الطبية البيطرية الحكومية) لتأهيل مقدم الطلب ليصبح فنيًا بيطريًا مسجلاً.
في بعض الحالات، قد يظل الأشخاص الذين تأهلوا قبل إدخال متطلبات التأهيل الأكاديمي الرسمية يعملون كعاملين في مجال الطب البيطري، وربما يظلون مسجلين في السجل المطلوب من خلال استخدام حقوق الجد. على سبيل المثال، في بعض ولايات الولايات المتحدة، يمكن للأشخاص الذين لديهم عدد محدد من السنوات أو ساعات من الخبرة في مساعدة طبيب بيطري التقدم للامتحان الوطني للفني البيطري، ولكن تم إلغاء هذا المسار تدريجيًا في عام 2011، ويجب أن يكون المرشحون المستقبليون حاصلين على مؤهل أكاديمي.

### شهادة التخصص
ما وراء الاعتماد كشهادة تخصص فني بيطري متاح أيضًا للفنيين ذوي المهارات المتقدمة. يوجد حتى الآن اعترافات متخصصة في: الطوارئ والرعاية الحرجة، التخدير، طب الأسنان، الطب الباطني للحيوانات الصغيرة، الطب الباطني للحيوانات الكبيرة، أمراض القلب، علم الأورام، علم الأعصاب، طب الحيوان، تمريض بيطري للخيول، الجراحة، السلوك، التغذية، الممارسة السريرية (الكلاب / التخصصات الفرعية للحيوانات المرافقة للحيوانات الغريبة وحيوانات الإنتاج) وعلم الأمراض السريري. يحمل المتخصصون الفنيون البيطريون الحروف اللاحقة الاسمية "VTS" مع تخصصاتهم الخاصة المشار إليها بين قوسين. مع تطور التكنولوجيا البيطرية، يتوقع المزيد من الاعترافات الأكاديمية المتخصصة.
ستستمر الحاجة إلى المساعدين البيطريين في الارتفاع مع تزايد ملكية الحيوانات الأليفة في الولايات المتحدة. أصبحت الملكية المسؤولة للحيوانات الأليفة وسلامة الحيوانات أكثر أهمية في زيادة الطلب. وفقًا لوزارة العمل الأمريكية، من المتوقع أن يرتفع عدد وظائف المساعد البيطري إلى 19٪ بحلول عام 2026، وهو أسرع بكثير من متوسط المهنة.

## حسب البلد
- عمال الطب البيطري في أستراليا.
- عمال الطب البيطري في بلجيكا.
- عمال الطب البيطري في الدنمارك.
- عمال الطب البيطري في فرنسا.
- عمال الطب البيطري في أيرلندا.
- عمال الطب البيطري في إيطاليا.
- عمال الطب البيطري في اليابان.
- عمال الطب البيطري في نيوزيلندا.
- عمال الطب البيطري في النرويج.
- عمال الطب البيطري في جنوب إفريقيا.
- عمال الطب البيطري في السويد.
- عمال الطب البيطري في سويسرا.
- عمال الطب البيطري في تايلاند.
- عمال الطب البيطري في تركيا.
- الطب البيطري في المملكة المتحدة.
- الطب البيطري في الولايات المتحدة.

## حضور عالمي
أسفرت محاولات التضامن المهني عن إنشاء الرابطة الدولية للممرضات والفنيين البيطريين (IVNTA) في عام 1993. تضم في عضويتها حاليًا أستراليا وكندا وأيرلندا واليابان ومالطا ونيبال ونيوزيلندا والنرويج وباكستان وإسبانيا وتركيا والمملكة المتحدة والولايات المتحدة. في عام 2007، تم إنشاء لجنة الاعتماد لتعليم التمريض البيطري (ACOVENE) في محاولة لتوحيد تعليم التكنولوجيا البيطرية في جميع أنحاء الاتحاد الأوروبي والسماح بحركة الممرضات البيطريات المتعلمات في إحدى الدول الأعضاء للعمل في دولة أخرى. على صعيد التخصص، فإن مدرسة التخدير البيطري للفنيين والمساعدين الطبيين التي تتخذ من سويسرا مقراً لها (بالإلمانية: Veterinär Anästhesie Schule für TechnikerInnen und ArzthelferInnen (VASTA)) عبارة عن برنامج مدته ست سنوات مدته ست سنوات تمت الموافقة عليه من قبل جمعية أطباء التخدير البيطريين (AVA)، الكلية الأوروبية للتخدير والتسكين البيطريين (ECVAA)، والأكاديمية البيطرية الدولية لإدارة الألم (IVAPM)، والتي تقدمت بطلب للحصول على موافقة بسجلات التعليم المستمر المعتمد (RACE) في الولايات المتحدة (يشير «المساعدون» في عنوان (VASTA) إلى الأطباء البيطريين المساعدين أو المبتدئين وليس المساعدين البيطريين غير المؤهلين). من بين مدربيها دبلوماسيون من (ECVAA) وممرضات تخدير من المجال الطبي البشري وأطباء أعصاب ومعالجون بيطريون فيزيائيون. يتم تقديمه حاليًا في ألمانيا والنمسا والمناطق الناطقة بالألمانية في سويسرا. وقد تم تقديمه سابقًا في المنطقة الناطقة بالفرنسية في سويسرا ولكنه متوقف حاليًا هناك بسبب المشاركة المنخفضة. تم التخطيط للدورات في الولايات المتحدة والمملكة المتحدة في عام 2012. يؤدي الانتهاء بنجاح من الدورة إلى منح الأحرف الاسمية فني تخدير بيطري (VAT).

## روابط خارجية
- الرابطة الدولية للممرضات والفنيين البيطريين.
- الكلية الأوروبية للتخدير والتسكين البيطري.